# Stableford (golf)
A Stableford (kiejtése: ˈsteɪb(ə)lfəd) a golf egyik játékformája, és az ahhoz tartozó kiértékelési rendszer. 1898-ban egy angol amatőr golfozó, Dr. Frank Barney Gorton Stableford (1870–1959) alakította ki, 1932-ben játszották először hivatalosan, és 1968-ban került be a golf szabálykönyvbe. 
A Stableford sajátossága, hogy az érvényes pontozáshoz nem szükséges a labdát minden lyukba bejuttatni, sőt, bizonyos számú ütés után a labdát egyszerűen föl kell venni, és a következő lyuknál folytatni a játékot. 
A Stableford a stroke play egy változata úgy, hogy az eredeti játékformától való eltérések gyorsabban lejátszható fordulókat eredményeznek. További előnye, hogy segíti azokat a játékosokat, akik még nem képesek egyenletes teljesítményre, egy-egy szakaszon ugyanis csak korlátozottan veszi figyelembe az ütéseket. A számítási rendszer sajátossága még, hogy míg a klasszikus stroke play esetén a kiértékeléskor a teljes pályán tett ütéseket összesítik, és a jó eredményhez az összesített ütésszámnak kell a lehető legkevesebbnek lennie, a Stableford rendszer esetén a játékosok előbb az egyes lyukaknál külön-külön Stableford-pontszámot kapnak, a pontszámok összege pedig minél nagyobb, annál jobb.
A Stableford azok közé a játékformák közé tartozik, amik lehetővé teszik, hogy gyengébb és jobb játékosok egyenlő eséllyel játszanak egymás ellen, a játékosok közötti erőkülönbséget kiegyenlíti a gyengébbnek adott előny (hendikep).
Két Stableford-pontot kap a játékos egy szakaszon, ha éppen annyi ütéssel juttatja a labdát a lyukba, mint amennyi az adott szakaszra megállapított „személyes par”-ja. Ahánnyal kevesebb ütéssel teljesít, annyi ponttal kap többet. A személyes par megállapításához figyelembe veszik a szakasz hosszát, nehézségét, és a játékos hendikepjét.
A szakasz lejátszása során tett minden egyes ütés eggyel csökkenti a Stableford-pontszámot, ám nulla a legkisebb pontszám, negatív pontok nincsenek. Ha egy játékos olyan sokat ütött egy szakaszon, hogy a pontszáma lement nullára (ez akkor következik be, ha a személyes parnál kettővel többet ütött), akkor további ütések már nem változtatnának az eredményén, az nulla maradna. A labdát a nulla pontszámnál föl kell venni, azon a szakaszon abba kell hagyni a próbálkozást, és a következő lyuknál folytatható a játék.

## Személyes par
A személyes par kiszámításakor az illető szakaszra megállapított ideális ütésszám, azaz a „par” a kiindulópont. Ezt módosítja a játékos erejét kifejező hendikepnek a szakaszra eső része. A szakaszok között lehetőség szerint egyformán osztják fel a hendikepet (előnyt, kompenzációt), de ha az egyenletes felosztás törtszámot eredményezne, akkor megfelelő számú nehezebb szakaszra eggyel több hendikepet osztanak be mint a könnyebbekre, és így minden szakaszon egész szám a személyes par. A személyes par kiszámításának érdekében a pálya egyes szakaszaihoz egy indexet rendelnek, ami azt mutatja, hogy az illető szakasz hányadik helyen áll akkor, ha nehézségi sorrendbe állítjuk az adott pálya összes szakaszát.

## Az ütésszámhoz rendelt pontszámok
A pontszámok hozzárendelésének az a kiindulópontja, hogy aki egy szakaszon éppen a személyes parjának megfelelő ütésszámmal éri el a lyukat, az két Stableford-pontot kap. mindenki csak legfeljebb kettővel többször üthet egy szakaszon, mint a személyes parja.
Az alábbi táblázat mutatja be a pontozást:
A parnál néggyel kevesebb ütéssel elért eredmény nem ismert, de elvileg 6 pontnak felelne meg.
A meg nem játszott lyukakat egy vonallal jelölik a score-kártyán, és 0 pontosnak számítják.
Ha egy játékos éppen a hendikepjének megfelelően játszik, akkor minden lyuknál 2 pontot kap, tehát 18 lyukon 36 pontja lesz. Ahol a játékos hendikepjét a Stableford alapján határozzák meg, ott az ettől való eltérés esetén a hendikep értéken rontanak, illetve javítanak.

## A lyukhoz tartozó par és index
A golfpályán az egyes lyukakhoz tartozó szakasz par száma nagyjából annyi ütés, mint ahányra egy jó golfozónak átlagosan szüksége van ahhoz, hogy a labdát a lyukba juttassa.
A lyukhoz tartozó par megállapításakor azonban a csak a szakasz hosszát veszik figyelembe, a nehézségét nem. Az akadályok: a bunker, a domb, a víz elhelyezkedése mind befolyásolják a szakasz nehézségi fokát. Ha a nehézség sorrendjében számozzuk végig a szakaszokat, akkor azok indexéhez jutunk. Az indexet a pálya üzemeltetője állapítja meg.
A női és férfi elütőhelyek eltérő távolságban vannak a lyuktól, és ez esetenként nemenkénti eltérést okozhat nem csak a lyukhoz tartozó parban, hanem az indexben is. Ugyanis a szakasz nehézségét befolyásolja, hogy az akadályok hogy helyezkednek el ahhoz a ponthoz képest, ahova a labdák többnyire esni szoktak.

## A pálya par száma és a hendikep
A pályáknak is van alap ütésszáma, azaz par száma, ez nagyjából megfelel annak, ahány ütés szükséges egy jó játékosnak átlagosan az összes lyukhoz.
Egy játékos hendikepje (a számára nyújtandó előny) az ettől való eltérésből adódik: az a szám, amennyivel a pálya parjánál kevesebb (vagy több) ütés kell átlagban az illető játékosnak ahhoz, hogy a pálya összes szakaszán a lyukba juttassa a labdát.
Az egyes szakaszokon figyelembe vett személyes par függ a játékos hendikepjétől is, és ez hozza a kiértékelésben a kompenzációt a különböző erejű játékosok között.

## Fordítás
Ez a szócikk részben vagy egészben  a   Stableford című német Wikipédia-szócikk fordításán alapul.  Az eredeti cikk szerkesztőit annak laptörténete sorolja fel. Ez a jelzés csupán a megfogalmazás eredetét és a szerzői jogokat jelzi, nem szolgál a cikkben szereplő információk forrásmegjelöléseként.